# George Byng (2e comte de Strafford)
Pour les autres membres de la famille, voir Famille Byng (Angleterre).
George Stevens Byng, 2e comte de Strafford, (8 juin 1806-29 octobre 1886), titré vicomte Enfield entre 1847 et 1860, de Wrotham Park dans le Middlesex (maintenant Hertfordshire) est un pair britannique et un homme politique Whig.

## Biographie
Il est le fils aîné du maréchal John Byng (1er comte de Strafford) (1772–1860) et de sa première épouse, Mary Mackenzie.
En 1822, après avoir obtenu son diplôme de l'Académie royale militaire de Sandhurst, il rejoint le 29e Régiment d'infanterie en tant qu'enseigne. En 1825, il est muté au 85e Régiment d'infanterie en tant que lieutenant et est promu capitaine en 1826.
La carrière politique de Byng commence en 1830 quand il est élu député du port de Milborne un siège qu'il occupe brièvement avant de prendre le poste de contrôleur de la maison du Lord lieutenant d'Irlande (son beau-père, Henry William Paget), moins d'un an plus tard. Lorsque son ancien co-député, William Sturges Bourne démissionne de son siège quelques semaines plus tard, Byng est réélu à son ancien siège et le conserve jusqu'à ce que la réforme parlementaire de 1832 abolisse la circonscription. À partir de 1834, il est député de la nouvelle circonscription de Chatham, siège qu'il occupe jusqu'en 1835 et de 1837 à 1852. Il sert sous Lord Melbourne en tant que Lords du Trésor entre juin et novembre 1834. Entre 1836 et 1837, il représente Poole au Parlement. Il sert de nouveau sous Lord Melbourne comme contrôleur de la maison entre 1835 et 1841 et comme trésorier de la maison entre juin et août 1841 et est admis au Conseil privé en 1835. Lorsque Lord John Russell devient Premier ministre en 1846, Byng est nommé co-secrétaire du Board of Control, poste qu'il conserve jusqu'en 1847.
Après avoir perdu son siège parlementaire en 1852, Byng est convoqué à la Chambre des lords par un bref d'accélération dans la baronnie de son père de Strafford un an plus tard et hérite du comté de son père en 1860.

## Mariages et descendance
Byng se marie deux fois:
- Tout d'abord le 7 mars 1829 à Lady Agnes Paget (d. octobre 1845), une fille du maréchal Henry Paget, 1er marquis d'Anglesey, dont il a six enfants: 
  - George Byng (3e comte de Strafford) (22 février 1830-28 mars 1898), fils aîné et héritier. Décédé sans descendance mâle survivante.
  - Henry Byng (4e comte de Strafford) (21 août 1831 - 16 mai 1899), qui succède à son frère aîné. Décédé sans descendance mâle survivante.
  - Lady Agnes Mary Georgiana Byng (29 octobre 1833 - 7 avril 1878), qui épouse Hedworth Jolliffe (2e baron Hylton).
  - Francis Byng (5e comte de Strafford) (1835–1918), qui succède à son frère aîné dans les titres.
  - Mary Caroline Charlotte Byng (1838-1933), qui épouse l'avocat Richard Arkwright.
  - Victoria Alexandrina Anna Maria Byng (11 mars 1842 - 1899), qui épouse Arthur Fuller.
- En secondes noces, en 1848, il épouse Harriett Cavendish, fille de Charles Cavendish (1er baron Chesham), avec qui il a sept autres enfants: 
  - Charles Cavendish George Byng (1849–1918).
  - Alfred John George Byng (1851–1887).
  - Susan Catherine Harriet Byng (19 mars 1854 - 1936), qui épouse Thomas Trueman.
  - Elizabeth Henrietta Alice Byng (31 décembre 1855-1920).
  - Lionel Francis George Byng (1858-1915), qui en 1902 épouse Lady Eleanor Mabel Howard (1873-1945), une fille de Henry Howard (18e comte de Suffolk).
  - Margaret Florence Lucy Byng (6 novembre 1860 - 1945), qui épouse John Richard Boscawen.
  - Julian Byng, 1er vicomte Byng de Vimy (1862–1935).

Lord Strafford est décédé en octobre 1886, à l'âge de 80 ans, et son fils aîné, George, lui succède. La comtesse de Strafford est décédée en juin 1892.